# Gay Times
Gay Times jest brytyjskim miesięcznikiem przeznaczonym dla gejów i biseksualnych mężczyzn ukazującym się od 1984 roku. W 2007 roku magazyn przyjął skróconą nazwę GT. Z nakładem przekraczającym 177 000 egzemplarzy miesięcznie Gay Times jest największym magazynem skierowanym do LGBT w Europie. Wydawany jest przez Millivres Prowler Group Ltd. - wydawnictwo, które wydaje również inne czasopismo przeznaczone dla homo- i biseksualnych mężczyzn - AXM.